# Hans Nikolaj Hansen
Hans Nikolaj Hansen, född 15 maj 1853, död 14 mars 1923, var en dansk målare.
Hansen idkade både historie-, landskaps- och folklivsmåleri, varibland märks hans målning Sjuka på Sankt Helenas grav. Som tecknare utövade Hansen en betydande verksamhet. Hans illustrationer, bland annat till Adam Oehlenschlägers och Ludvig Holbergs verk blev mycket berömda, och som etsare hörde han till Danmarks främsta. Hans blad visar en virtuosmässig teknik, men samtidigt en djup känsla och sprudlande fantasi.

## Utmärkelser
- Eckersbergmedaljen,  1903[9]
- Eckersbergmedaljen,  1910[9]
- Riddare av Dannebrogorden,  1916[5]

[Redigera Wikidata]